# Čtyřlístek ve službách krále
Čtyřlístek ve službách krále je český animovaný film Michala Žabky z roku 2013. Jde o zfilmovaný příběh, jeho námět pochází z oblíbených komiksových postav. Snímek byl natočen podle scénáře manželů Lamkových.
Předpremiéra snímku, původně naplánovaná na 26. ledna 2013 v kině Máj v Doksech na Českolipsku, odkud Čtyřlístek pochází a kde má i vlastní muzeum, i celostátní premiéra, která měla proběhnout 31. ledna 2013, musely být vlivem technických problémů zrušeny. Film nakonec do kin přišel až zhruba o měsíc později, 28. února 2013.
Na Anifilmu v roce 2014 byl Čtyřlístek ve službách krále jedním z deseti filmů v soutěži.

## Obsazení
| Václav Postránecký | Rudolf II.                         |
| Tereza Bebarová    | Fifinka                            |
| Ondřej Brzobohatý  | Pinďa, člen ochranky 1             |
| Ivan Trojan        | Myšpulín                           |
| Bohdan Tůma        | Bobík                              |
| Jiří Lábus         | Kelley, sousedka 3                 |
| Vladimír Brabec    | Sendivoj                           |
| Anna Brousková     | hlasatelka Káťa, žena              |
| Martin Písařík     | Franta                             |
| Jan Přeučil        | Zimozel                            |
| Miroslav Táborský  | Komoří                             |
| Tomáš Juřička      | Tonda, hlásný                      |
| Kryštof Hádek      | Lojzík                             |
| Vladimír Javorský  | primář, Fafejta, expert 1          |
| Petr Rychlý        | náčelník, Tycho Brahe              |
| Martha Issová      | pošťačka                           |
| Zdeněk Štěpán      | kohout                             |
| Jiří Ployhar       | Halapartna                         |
| Petr Lněnička      | kocourek                           |
| Ivo Novák          | Partyka, expert 2, člen ochranky 2 |
| Aleš Háma          | policista, lapiduch 2              |
| Zlata Adamovská    | magistra Stříbrná, sousedka 1      |
| Gábina Osvaldová   | Dr. Malebná, sousedka 2            |
| Ota Jirák          | Aurix                              |
| Matěj Hádek        | lapiduch 1, bankovní úředník       |
| Lucie Bílá         | sestřička                          |
| Martin Stránský    | hospodský                          |
| Zdeněk Štěpán      | pacient Váňa                       |
| Václav Upír Krejčí | kat                                |

## Vývoj návštěvnosti v českých kinech
| Týden | Od – do                      | Diváků  | Tržby (Kč) |
| ----- | ---------------------------- | ------- | ---------- |
| −1.   | 18. únor – 24. únor 2013     | 4 343   | 540 092    |
| 1.    | 25. únor – 3. březen 2013    | 59 014  | 7 168 618  |
| 2.    | 4. březen – 10. březen 2013  | 113 201 | 13 810 500 |
| 3.    | 11. březen – 17. březen 2013 | 149 410 | 18 270 757 |
| 4.    | 18. březen – 24. březen 2013 | 164 181 | 20 043 662 |
| 5.    | 25. březen - 31. březen 2013 | 179 760 | 21 861 689 |
| 6.    | 1. duben - 7. duben 2013     | 192 299 | 23 340 788 |
| 18.   | 24. červen - 30. červen 2013 | 237 287 | 27 195 686 |

Údaje o divácích a tržbách jsou uvedeny kumulativně, zdrojem jsou data převzatá ze stránek Unie filmových distributorů.
Film byl s 269 546 diváky třetím nejnavštěvovanějším českým filmem roku 2013 v kinech v Česku. V celkové návštěvnosti je na pátém místě.

## Recenze
- Mirka Spáčilová, iDNES.cz, 27. února 2013  Dostupné online.
- František Fuka, FFFilm , 25. února 2013  Dostupné online.